# 良渚遗址
良渚遗址位于中国浙江省杭州市余杭区良渚街道、瓶窑镇，部分位于湖州市德清县下渚湖街道，是以良渚古城遗址为中心的遗址群，总面积34平方公里，遗址年代为公元前3300年—公元前2000年，属于新石器时代文化遗址。其中的良渚古城遗址是良渚文化最重要、最具代表性的遗址，被誉为“中华第一城”。良渚遗址是实证中国五千年文明史最具规模和水平的地区之一，其重大价值的不断揭示，已经改变了以往人们对中华文明起源的时间、方式、途径等重大学术问题的认识，并将继续丰富人们对中国文明史的认识。
1994年良渚遗址列入中国申报世界文化遗产预备名单，1996年，被列为第四批全国重点文物保护单位。2019年7月6日，被列入世界遗产名录。

## 地名来历
良渚原名「梁渚」，本字可能为「梁（家）嘴」，或因最早居民姓「梁」和像嘴一样凸出的地貌（天目山凸出的余脉与东苕溪、良渚港交汇）而名。当地方言属于北部吴语，嘴和渚发音相近，因而产生了雅化的地名。

## 自然环境

### 地形
良渚遗址区位于丘陵与平原的过渡地带，是浙江八大水系之一东苕溪的冲积平原。东天目山的余脉在余杭区彭公乡附近分为南北两支向东延伸，将良渚遗址怀抱其中。良渚-庙桥港和东苕溪流经遗址区，形成两山夹两河的地理环境。遗址区以东苕溪为界，东部为冲积平原区，西部为丘陵山地区，地势西高东低。

### 气候
良渚遗址所在地属亚热带季风气候，日照较多，年均气温16℃，年降水量1258.8毫米，霜冻期4个月。区内主要种植水稻、小麦等农作物。

## 考古发掘

### 发现
良渚遗址发现于1936年，当时西湖博物馆的工作人员施昕更在今老和山一带的古荡遗址发掘时，注意到此地的出土器物与其家乡良渚一带常见的出土器物极为相似，便经西湖博物馆同意支持，于1936年12月至1937年3月间，在良渚一带进行了三次试掘，发现茅庵里、棋盘坟等12处遗址。出土的陶器中有引人注目的黑陶，当时被认为与山东龙山文化类似，揭开了长江下游考古工作的序幕。随后，以黑陶、磨光石器和精致玉器为代表的新石器文化遗存在环太湖流域不断被发现，与龙山文化的差异也逐渐明显。

### 命名
1959年，中国社会科学院考古研究所研究院的考古学家夏鼐将这一文化类型命名为“良渚文化”。

## 遗址分布
良渚遗址群的分布范围北至天目山余脉大遮山丘陵南麓，南至大雄山、大观山丘陵，西起瓶窑镇毛园岭，东至良渚近山。地理坐标为北纬30°22′36″至30°26′17″，东经119°56′41″～120°3′28″，东西跨度约11.5公里，南北跨度约7公里。根据《良渚遗址保护总体规划》划定的保护范围面积约42.04平方公里，其范围内分布着135处遗址；重点保护区面积13.47平方公里。这些遗址构成一个相对独立的共同体，遗址之间存在关联。多数遗址是在较长时期内由连续或间断的文化活动累积形成的，也有少数遗址如莫角山大型基址、反山贵族墓地是经过规划、在较短的时期内堆筑完成。
良渚遗址分布面积大、遗址点密集、文化内涵丰富，遗存种类多样，包括墓地、祭坛、村落、大型礼制建筑基址、防护工程、手工作坊、农耕区等。良渚遗址群以莫角山为中心，以姚家墩、庙前等为次一级中心，形成中心聚落、次中心聚落、普通聚落的级差式格局。

### 城址
城址是良渚古城遗址的核心，由宫殿区、内城与外城组成，占地面积881.45公顷。宫殿区约0.39平方公里，包括位居内城中心的莫角山台地及其南侧的皇坟山台地、池中寺台地。其中莫角山台地整体呈长方形覆斗状，东西长670米、南北宽450米，高9—15米，面积约30公顷。台地为人工堆砌而成。内城呈圆角长方形，总面积约300公顷，由宽约20-60米的城墙围合而成。外城面积约500公顷，由17处断续分布的人工台地构成。城址内台地的堆筑高度从宫殿区、内城至外城逐步降低，显示出一种等级依次递减的态势。

### 瑶山遗址
瑶山遗址位于城址东北约5公里，占地面积66.56公顷。瑶山墓地为高等级墓地，包含一个正南北方向，呈方形的祭坛，用于举行重大祭祀活动。瑶山墓葬位于祭坛的南侧，分两排排列，其中南排7座，北排6座。墓葬均为长方形竖穴土坑墓，头部朝向正南方。瑶山墓地亦与天文观象测年有关。

### 谷口高坝
谷口高坝是良渚遗址外围水利系统的一部分，位于城址西北的大遮山南麓，占地面积136.41公顷。水坝共有6条，分为东西两组。坝体均选在山谷的最窄处建造，与自然山体相连。坝体长度约50-200米，坝顶海拔高度25-40米，相对高度10-15米，每组各自封堵一个较高山体中的较大谷口。 

### 平原低坝-山前长堤
平原低坝与山前长堤是良渚遗址外围水利系统的一部分，占地面积349.24公顷。平原低坝位于谷口高坝南约3.5公里的山丘间，坝体长度约35-360米间，坝顶海拔高度约10米，相对高度约6米。山前长堤又称塘山遗址，位于良渚古城北侧的大遮山山前，南距城址约2公里，北距山脚约100-200米。长堤全长约5公里，由东至西分为三段，呈东西走向的曲尺形。坝宽20-50米，坝顶海拔高度12-20米，相对高度2-7米。

## 图片
- 良渚国家考古遗址公园平面
- 莫角山遗址
- 良渚古城西城墙遗址

## 相关评选

### 全国十大考古新发现
位于余杭市（今杭州市余杭区）瓶窑镇外窑村的汇观山良渚文化祭坛和大墓遗址被评为1991年的全国十大考古新发现；

位于余杭市（今杭州市余杭区）瓶窑镇莫角山的莫角山良渚遗址大型建筑基址被评为1993年的全国十大考古新发现；

位于杭州市余杭区瓶窑镇、良渚镇的良渚文化古城遗址被评为2007年的全国十大考古新发现；

位于杭州市余杭区的临平街道万陈社区的玉架山史前聚落遗址被评为2011年的全国十大考古新发现；

位于杭州市余杭区的浙江余杭良渚古城外围大型水利工程遗址的调查与发掘被评为2015年的全国十大考古新发现；

### 五年计划期间全国十大考古新发现
1989年2月，反山遗址、瑶山遗址被评为“七五”期间全国十大考古新发现；

1996年2月，汇观山遗址和莫角山遗址被评为“八五”期间全国十大考古新发现。

### 20世纪中国百项考古重大发现
2001年，浙江余杭良渚文化遗址群的调查与发掘被评选为20世纪中国百项考古重大发现；

### 世界重大田野考古发现
2013年8月，寻找消失的文明：良渚古城考古新发现在首届“世界考古·上海论坛”上入选10项世界重大田野考古发现。

### 世界文化遗产

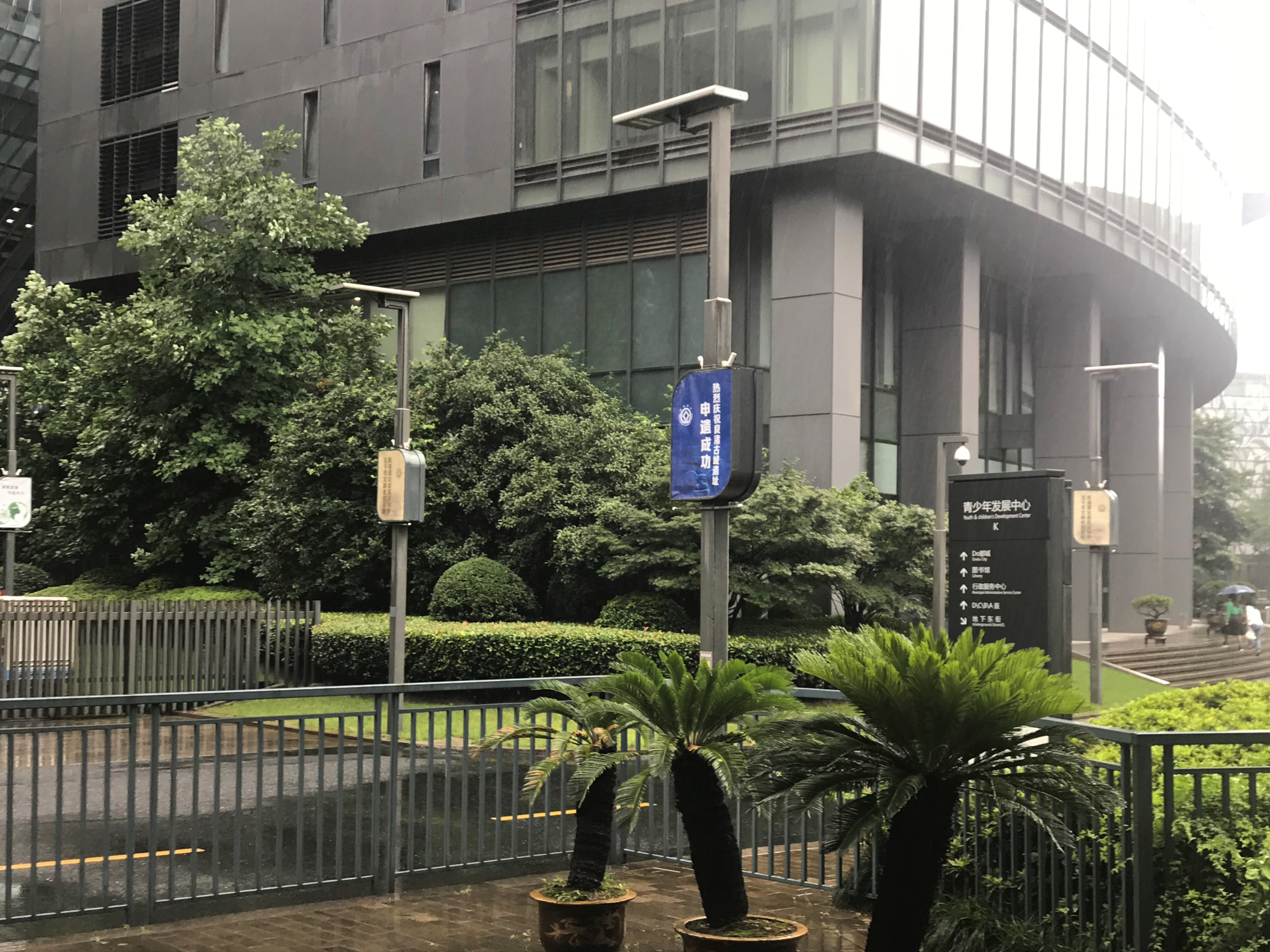
杭州市人民政府市民中心内关于良渚遗址申遗成功的庆祝标语

2019年7月6日，良渚古城遗址因符合基准（iii）、（iv）被列入世界文化遗产：
- 标准（iii）：良渚遗址作为良渚文化的权力中心和信仰中心，是中国新石器时代晚期长江下游地区以稻作农业为经济基础、社会分化和信仰统一的早期区域国家的杰出见证。它为中国和该地区新石器时代晚期和青铜时代早期的文化认同概念、社会和政治组织以及社会和文化的发展提供了无与伦比的证据。

- 标准（iv）：良渚考古遗址展示了从小规模的新石器时代社会向具有具有等级制度、礼仪制度和玉器制作工艺的大型综合政治单元的过渡。它包括早期城市化的杰出范例，具体表现为土制建筑、城市和景观规划、墓葬差异所体现的社会等级制度、空间组织的社会文化战略以及权力的物质化。它代表了五千多年前中国史前稻作文明的伟大成就，也是早期城市文明的杰出典范。

2020年6月，杭州市人大常委会将7月6日（良渚列入世界遗产名录日）定为“杭州良渚日”。

## 保护现状
1961年，浙江省人民委员会公布省级重点文物保护单位名单，良渚遗址位列其中；
1987年，余杭县文物管理委员会设立良渚遗址管理所；
1994年，国务院将良渚遗址列为向联合国教科文组织申报的《世界遗产名录》预备清单，并推荐《良渚遗址保护开发的系统研究》列为《中国21世纪议程》优先项目计划；
1996年，被中国国务院列入第四批全国重点文物保护单位名单；
2001年，国家文物局在《中国“十五”期间大遗址保护展示专项计划》中，将良渚遗址列为第一类第一号项目；
2006年，良渚遗址再次被列入《中国申报世界文化遗产预备名单》（35项）；
2010年10月9日，由国家文物局公布为首批国家考古遗址公园（12项）；
2012年11月17日，良渚遗址连续第三次被列入由国家文物局公布的《中国世界文化遗产预备名单》（45项）。
2018年1月26日，中国联合国教科文组织全国委员会秘书处致函联合国教科文组织世界遗产中心，正式推荐“良渚古城遗址”作为2019年世界文化遗产申报项目。良渚古城遗址将以符合《实施〈保护世界文化和自然遗产公约〉操作指南》中确定的世界遗产标准第三、四条，并具有较高的完整性、真实性，保护管理整体状况良好，申请列入世界遗产名录。
2019年7月6日，被列入世界文化遺產。